# Lemborexant
Lemborexant, comercializado sob o nome comercial Dayvigo, é um medicamento antagonista da orexina utilizado no tratamento da insônia. É indicado especificamente para o tratamento da insônia caracterizada pela dificuldade de iniciar e/ou manter o sono em adultos. A medicação é tomada por via oral. Os efeitos colaterais do lemborexant incluem sonolência, fadiga, dor de cabeça e sonhos anormais. O medicamento é um duplo antagonista dos receptores de orexina  (DORA). Atua como um antagonista dual e seletivo dos receptores de orexina OX 1 e OX 2. O lemborexant tem uma meia-vida longa de 17 a 55 horas e um atinge o pico de concentração em cerca de 1 a 3 horas. Não é um benzodiazepínico nem uma droga Z e, também, não interage com os receptores GABA, tendo um mecanismo de ação distinto.
O lemborexant foi aprovado para uso médico nos Estados Unidos em dezembro de 2019. É uma substância controlada de receituário IV nos Estados Unidos, podendo ter um baixo risco para uso indevido. Além do lemborexant, outros antagonistas do receptor de orexina, incluindo suvorexant e daridorexant, também foram introduzidos no mercado.

## Usos terapêuticos
O lemborexant é utilizado no tratamento da insônia em adultos. Comparado aos benzodiazepínicos apresenta um menor risco de desenvolver tolerância e dependência. A memória e a atenção não são afetadas na manhã seguinte após tomar lemborexant.

### Formas disponíveis
O lemborexant está disponível nas formas de comprimidos orais e revestidos com 5 e 10mg.

## Efeitos colaterais
Os efeitos colaterais do lemborexant incluem sonolência ou fadiga (combinando-se os termos mais usados para descrever a sonolência; letargia, fadiga e lentidão) (6,9% com 5 mg e 9,6% com 10 mg vs. 1,3% com placebo), dor de cabeça (5,9% com 5 mg e 4,5% com 10 mg vs. 3,4% com placebo) e pesadelos ou sonhos anormais (0,9% com 5 mg e 2,2% com 10 mg vs. 0,9% para placebo). Efeitos colaterais menos comuns incluem paralisia do sono (1,3% com 5 mg e 1,6% com 10 mg vs. 0% para placebo) e alucinações hipnagógicas (0,1% com 5 mg e 0,7% com 10 mg vs. 0% para placebo).
O lemborexant nas doses de 10, 20 e 30 mg produz efeitos eufóricos semelhantes aos do zolpidem (30 mg) e do suvorexant (40 mg) nos usuários que fazem uso recreacional de drogas sedativas. É uma substância controlada nos Estados Unidos e é considerada de baixo potencial de abuso.

## Farmacologia

### Farmacodinâmica
O lemborexant é um antagonista duplo dos receptores de orexina OX 1 e OX 2. Ele se associa e se dissocia dos receptores de orexina mais rapidamente do que alguns outros antagonistas de receptores de orexina, como o suvorexant, e isso pode fazer com que tenha uma duração de ação mais curta.

### Farmacocinética
A biodisponibilidade do lemborexant é boa e é de, pelo menos, 87%. O tempo do lemborexant para atingir a concentração plasmática máxima é de 1 a 3 horas. Foi mostrado, no entanto, que uma refeição com alto teor de gordura e alto teor calórico atrasa o tempo para os níveis do pico em 2 horas. A sua ligação às proteínas plasmáticas in vitro é de 94%. O lemborexant é metabolizado principalmente pela CYP3A4 e em menor extensão pela CYP3A5. A meia-vida "efetiva" do lemborexant é de 17 a 19 horas, enquanto sua meia-vida de eliminação terminal é de 55 horas. A medicação é excretada nas fezes (57%) e em menor quantidade na urina (29%).

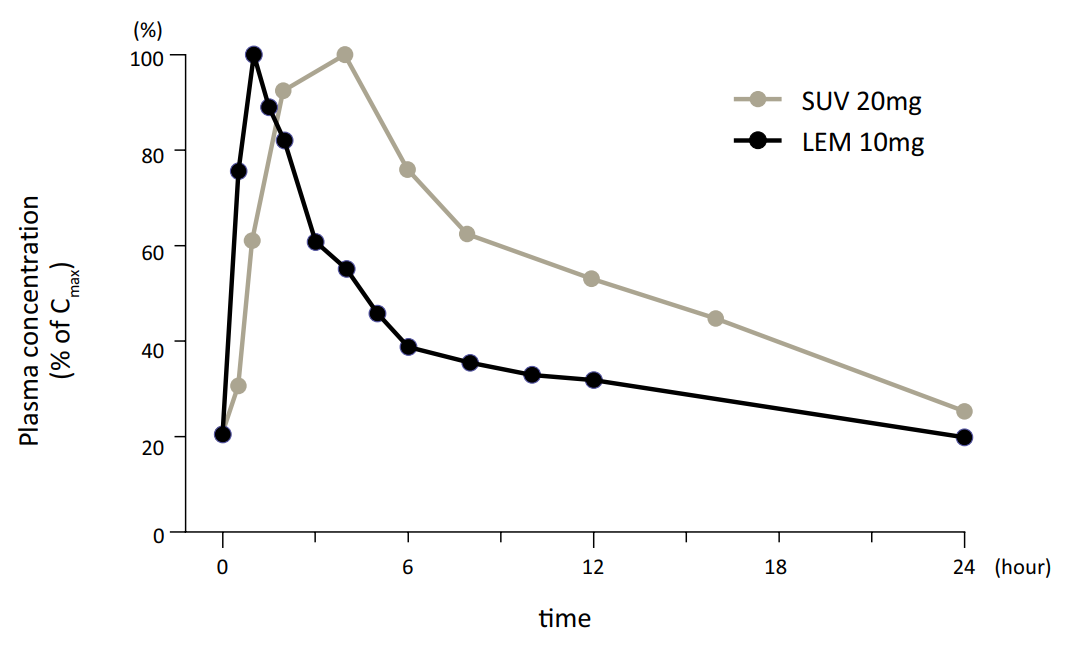
Normalização dos picos de concentração (Cmax em %) dos antagonistas do receptor de orexina suvorexant (SUV; 20mg) e lemborexant (LEM; 10mg) administrado em estado de equilíbrio em humanos.

Embora o lemborexant tenha uma meia-vida biológica mais longa do que o suvorexant, ele parece ser eliminado mais rapidamente do que o suvorexant nas fases iniciais de eliminação. Além do que, o lemborexant se dissocia dos receptores de orexina mais rapidamente do que o suvorexant. Essas diferenças podem concorrer para que os efeitos colaterais no dia seguinte, como a sonolência diurna, sejam comparativelmente reduzidos com o lemborexant.

## História
Em junho de 2016, a Eisai iniciou os ensaios clínicos de Fase III nos Estados Unidos, França, Alemanha, Itália, Japão, Polônia, Espanha e Reino Unido.
Em dezembro de 2019, o lemborexant foi aprovado para uso nos Estados Unidos com base nos resultados dos ensaios clínicos SUNRISE 1 e SUNRISE de Fase III.

## Sociedade e cultura

### Nomes
Lemborexant é o nome genérico do medicamento e seu DCI, enquanto E-2006 foi seu codinome durante a etapa de desenvolvimento. O lemborexant é comercializado com o nome comercial Dayvigo.

### Disponibilidade
O lemborexant é comercializado nos Estados Unidos, Canadá, Austrália e Japão. Não é aprovado pela Agência Europeia de Medicamentos (EMA) para uso na União Europeia ou pela Agência Reguladora de Medicamentos e Produtos de Saúde (MHRA) do Reino Unido.

## Pesquisa
O lemborexant está sendo testado para o tratamento de distúrbios do sono do ritmo circadiano, apnéia do sono e doença pulmonar obstrutiva crônica . Em fevereiro de 2022, está na fase 2 de ensaios clínicos para distúrbios do sono do ritmo circadiano e na fase 1 de ensaios clínicos para apneia do sono e doença pulmonar obstrutiva crônica.